# Stefan Całużyński
Stefan Antoni Całużyński (ur. 26 lipca 1928 w Radlinie, zm. 12 maja 1996) – polski tokarz, poseł na Sejm PRL VI i VII kadencji.

## Życiorys
Uzyskał wykształcenie zasadnicze zawodowe. W 1948 podjął pracę w Polskich Zakładach Zbożowych w Szczecinie. W 1952 przeniósł się do Lublina, gdzie był instruktorem w Zarządzie Powiatowym Związku Młodzieży Polskiej. Pracował tam też w spółdzielni „Hydrobud” i w Wojewódzkim Zarządzie Dróg Publicznych. W 1959 został tokarzem w Kraśnickiej Fabryce Wyrobów Metalowych, a w 1963 ustawiaczem maszyn w tej fabryce. W 1962 wstąpił do Polskiej Zjednoczonej Partii Robotniczej, w której był członkiem egzekutywy podstawowej organizacji partyjnej. Pełnił również funkcje przewodniczącego Oddziałowej Rady Związkowej i radnego Gromadzkiej Rady Narodowej. W 1972 i 1976 uzyskiwał mandat posła na Sejm PRL w okręgach kolejno Kraśnik i Puławy. Zasiadał przez dwie kadencje w Komisji Pracy i Spraw Socjalnych. Ponadto w trakcie VI kadencji zasiadał w Komisji Planu Gospodarczego, Budżetu i Finansów, a w trakcie VII w Komisji Przemysłu Ciężkiego, Maszynowego i Hutnictwa.
Pochowany na cmentarzu komunalnym w Kraśniku.

## Odznaczenia
- Medal 30-lecia Polski Ludowej